# بيل بريتون (لاعب غولف)
بيل بريتون (بالإنجليزية: Bill Britton)‏ هو لاعب غولف أمريكي، ولد في 13 نوفمبر 1955 في جزيرة ستاتن في الولايات المتحدة.

## وصلات خارجية
- بيل بريتون على موقع رابطة لاعبي الغولف المحترفين (الإنجليزية)
- بيل بريتون على موقع التصنيف العالمي الرسمي للغولف (الإنجليزية)